# قائمة مقاطعات ماساتشوستس

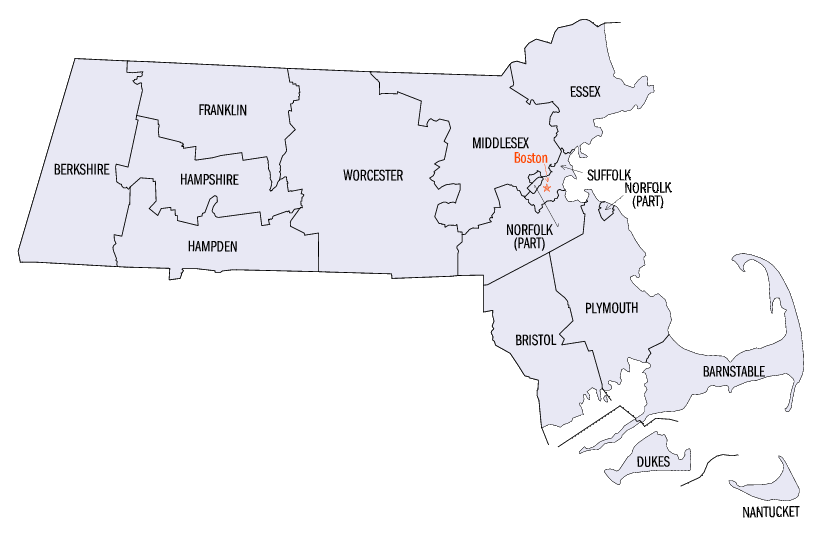
خريطة مقاطعات ماساتشوستسهذه

 تضم ولاية ماساتشوستس 14 مقاطعه . ألغت ماساتشوستس ثمانية  من أربعة عشر حكومات على مستوى المقاطعات، في حين ظلت خمس مقاطعات مع الحكومة محلية على مستوى المقاطعة وهي (بارنستابل، بريستول، دوكس، نورفولك، بليموث) وإبقت واحدة، مقاطعة نانتوكيت ، بحكومة مشتركة على مستوى المقاطعة /المدينة. لا تزال دوائر إنفاذ القانون والدوائر القضائية تتبع حدود المقاطعات القديمة في المقاطعات المضمحلة حيث تم عزل الحكومات على مستوى المقاطعات، والتي لا تزال معترف بها عموما كمقاطعات بوصفها كيانات جغرافية وإن لم يكن معترف بها ككيانات سياسيه. وقد شكلت ثلاث مقاطعات اتفاقية مقاطعة إقليمية جديدة لتكون بمثابة شكل من أشكال الحكم الإقليمي، وهذه الاتفاقية تشمل مقاطعات: هامبشاير، بارنستابل، وفرانكلين.
يتم إنشاء مناطق الولاية القضائية للمحامين تبعا لدولة القانون.وعلى الرغم من إتباع تقاليد المقاطعات فهي تختلف في الحدود والأسماء والمناطق الجغرافية التي تعمل بها.
يتم التعامل مع المسائل الجنائية في مقاطعة إسكس من قبل النائب العام للمنطقة الشرقية؛ في مقاطعة ميدلسيكس من قبل النائب العام للمنطقة الشمالية؛ في مقاطعة ورسستر من قبل النائب العام للمنطقة الوسطي. في مقاطعات دوق، برنستبل ونانتوكيت من قبل النائب العام لكيب ومنطقة الجزر. وفي مقاطعات فرانكلين وهامبشاير من قبل النائب العام لمنطقة شمال غرب.مناطق المقاطعات بيركشاير، بريستول، هامبدن، نورفولك، بليموث وسوفولك من قبل النائب العام لكل مقاطعة.
وكانت إحدى عشرة مقاطعة تاريخية قائمة في ولاية ماساتشوستس، لم يعودوا جزء من الولاية عندما تم استيعاب أراضيهم في مستعمرة نيوهامبشاير أو ولاية مين ، وكلا الولاياتان تم إنشاؤها من الأراضي التي طالب بها في الأصل من قبل المستعمرين في ماساتشوستس. أقدم المقاطعات لا يزال في ماساتشوستس هي مقاطعة إسكس ، مقاطعة ميدلسيكس ، و مقاطعة سوفولك ، التي أنشئت في 1643 مع مقاطعة نورفولك الأصلية التي تم استيعابها من قبل نيوهامبشاير و لاتحمل أي علاقة بمقاطعة نورفولك الحديثة . عندما تم إنشاء هذه المقاطعات، كانوا جزء من مستعمرة خليج ماساتشوستس ،والتي من شأنها أن تبقى منفصلة عن مستعمرة بليموث والمقاطعات التي في المستعمرة حتى 1691. بالرغم من ان مقاطعة بينوبسكوت الواقعة في ولاية مين كانت تابعة لماساشوستس التي كانت كفجوة في ولاية مين حتى انفصلت عن ولاية ماساشوسيتس في عام 1820.
مقاطعة هامبدن ، التي أنشئت في عام 1812،هي أحدث المقاطعات في الولاية والتي لا تزال ضمن ولاية ماساشوستس، تتم تسمية غالبية المقاطعات في ماساتشوستس علي شرف أسماء الأماكن إنجليزية، والتي تعكس التراث الاستعماري في ماساتشوستس.

## قائمة المقاطعات الحالية
| مقاطعة           | FIPS | مقر المقاطعة     | تاريخ التأسيس | المنشأ                                                                                                  | أصل التسمية                                                                             | تعداد السكان | المساحة                            | الخريطة |
| مقاطعة بارنستابل | 001  | بارنستابل        | 1685          | واحدة من االثلاث مقاطعات الأصلية التي تم إنشاؤها في مستعمرة بليموث                                      | تم تسميتها بأسم المدينة الإنجليزية بارنستابل                                            | 215,888      | 369ميل مربع (1026كيلو متر مربع)    |         |
| مقاطعة بيركشاير  | 003  | بيتسفيلد         | 1761          | من جزء من مقاطعة هامبشاير. التي ألغت حكومتها في عام 2000                                                | تم تسميتها بأسم المقاطعة الإنجليزية بيركشاير                                            | 131,219      | 931 ميل مربع (2411كيلو متر مربع)   |         |
| بريستول          | 005  | تونتون           | 1685          | واحدة من االثلاث مقاطعات الأصلية التي تم إنشاؤها في مستعمرة بليموث                                      | تم تسميتها بأسم الميناء الإنجليزي برستل                                                 | 548,285      | 556 ميل مربع (1440 كيلو متر مربع)  |         |
| مقاطعة دوكس      | 007  | إدغارتاون        | 1695          | من مارثا فينيارد وجزر اليزابيث، التي كانت جزءا من مقاطعة ديوكس، نيويورك حتى اكتسبتها ماساتشوستس في 1691 | سابقا جزءا من مقاطعة دوكس، نيويورك حتى 1691، كانت الأرض في وقت واحد حرفيا حوزة دوق يورك | 16,535       | 104 ميل مربع (269 كيلو متر مربع)   |         |
| مقاطعة إسكس      | 009  | سالم ولورانس     | 1643          | واحدة من أربع محافظات الأصلية التي تم إنشاؤها في مستعمرة خليج ماساتشوستس. التي ألغت حكومتها في عام 1999 | تم تسميتها بأسم المقاطعة الإنجليزية إسكس                                                | 743,159      | 498 ميل مربع (1290 كيلو متر مربع)  |         |
| مقاطعة فرانكلين  | 011  | غرينفيلد         | 1811          | جزء من مقاطعة هامبشاير.التي ألغت حكومتها في عام 1997                                                    | تم تسميتها بأسم بنجامين فرانكلين                                                        | 71,372       | 702ميل مربع (1818 كيلو متر مربع)   |         |
| مقاطعة هامبدن    | 013  | سبرينغفيلد       | 1812          | جزء من مقاطعة هامبشاير. التي ألغت حكومتها في عام 1998                                                   | تم تسميتها بأسم عضو البرلمان الإنجليزي في القرن 17 جون هامبدن                           | 463,490      | 618 ميل مربع (1601 كيلو متر مربع)  |         |
| مقاطعة هامبشاير  | 015  | نورثهامبتون      | 1662          | من الأراضي غير المنظمة في الجزء الغربي من مستعمرة خليج ماساتشوستس. التي ألغت حكومتها في عام 1999        | تم تسميتها بأسم المقاطعة الإنجليزية هامبشير                                             | 158,080      | 529ميل مربع (1370 كيلو متر مربع)   |         |
| مقاطعة ميدلسيكس  | 017  | كامبريدج ولوويل  | 1643          | واحدة من أربع مقاطعات الأصلية التي تم إنشاؤها في مستعمرة خليج ماساتشوستس. التي ألغت حكومتها في عام 1997 | تم تسميتها بأسم المقاطعة الإنجليزية ميدلسيكس                                            | 1,503,085    | 824 ميل مربع (2134كيل متر مربع)    |         |
| نانتوكيت         | 019  | نانتوكيت         | 1695          | من جزيرة نانتوكيت التي كانت جزءا من مقاطعة ديوكس، نيويورك حتى اكتسبتها ماساتشوستس في 1691               | أسم نانتوكيت تعني مكان السلام                                                           | 10,172       | 48 ميل مربع (124 كيلو متر مربع)    |         |
| مقاطعة نورفولك   | 021  | ديدام            | 1793          | جزء من مقاطعة سوفولك.                                                                                   | تم تسميتها بأسم المقاطعة الإنجليزية نورفولك                                             | 670,850      | 400 ميل مربع (1036 كيلو متر مربع)  |         |
| مقاطعة بليموث    | 023  | بليموث و بروكتون | 1685          | واحدة من االثلاث مقاطعات الأصلية التي تم إنشاؤها في مستعمرة بليموث                                      | تم تسميتها بأسم الميناء الإنجليزي بليموث                                                | 494,919      | (1712 كيلو متر مربع)661 ميل مربع   |         |
| مقاطعة سوفولك    | 025  | بوسطن            | 1643          | واحدة من أربع مقاطعات الأصلية التي تم إنشاؤها في مستعمرة خليج ماساتشوستس. التي ألغت حكومتها في عام 1999 | تم تسميتها بأسم المقاطعة الإنجليزية سوفولك                                              | 722,023      | 58 ميل مربع (150كيلو متر مربع)     |         |
| مقاطعة ووستر     | 027  | ورسستر           | 1731          | جزء من مقاطعة هامبشايرومقاطعة ميدلسيكس، مقاطعة سوفولك. التي ألغت حكومتها في عام 1998.                   | تم تسميتها تكريما لأسم المدينة الإنجليزية وستر                                          | 798,552      | 1513 ميل مربع (3919 كيلو متر مربع) |         |

## المقاطعات السابقة
| المقاطعة  | الأنشاء | ألغيت في | أنتقلت إلي                                                                                 |
| كمبرلاند  | 1760    | 1820     | انتقلت إلي ولاية مين                                                                       |
| ديفونشاير | 1674    | 1675     | ألغيت ثم أنتقلت إلي ولاية مين                                                              |
| هانكوك    | 1789    | 1820     | انتقلت إلي ولاية مين                                                                       |
| كنبك      | 1799    | 1820     | انتقلت إلي ولاية مين                                                                       |
| لينكولن   | 1760    | 1820     | انتقلت إلي ولاية مين                                                                       |
| نورفولك   | 1643    | 1679     | ألغيت وتم استيعاب معظم أراضيها في نيوهامبشاير                                              |
| أكسفورد   | 1805    | 1820     | انتقلت إلي ولاية مين                                                                       |
| بينوبسكوت | 1816    | 1820     | انتقلت إلي ولاية مين                                                                       |
| سومرست    | 1809    | 1820     | انتقلت إلي ولاية مين                                                                       |
| واشنطن    | 1789    | 1820     | انتقلت إلي ولاية مين                                                                       |
| يورك      | 1652    | 1820     | انتقلت إلي ولاية مين - كان هناك فترتين تم فيهم ألغاء مقاطعة يورك بين، 1664-1668 و1680-1691 |